# Place Stéphanie
La place Stéphanie (en néerlandais : Stefaniaplein) est une place située dans les communes belges de Bruxelles et Ixelles. La place Stéphanie fait partie de l'avenue Louise qui s'étend de la petite ceinture et du Pentagone de Bruxelles au bois de la Cambre en passant par l'extension sud de Bruxelles. Sous la place, passe le tunnel Stéphanie qui vient de la place Louise. Le goulot d'étranglement est mentionné entre la place Louise et la place Stéphanie : la section de l'avenue Louise qui est la plus étroite.
Depuis 1875, la place porte le nom de Stéphanie de Belgique, la seconde fille du roi des Belges Léopold II.

## Histoire
La place est établie selon le plan d'alignement et de nivellement du premier quartier Louise et de ses environs dressé par l'architecte Charles Vander Straeten, inspecteur des bâtisses dans les faubourgs. En 1839, les promoteurs du projet, Jean-Baptiste Jourdan et Jean-Philippe De Joncker, obtiennent l'autorisation de construire un nouveau quartier au sud du Pentagone bruxellois. Ce quartier est devenu une partie des communes de Saint-Gilles et d'Ixelles.
En 1840, la partie du goulot d'étranglement de l'avenue Louise est construite.
Par arrêté royal du 21 avril 1864, l'avenue Louise, y compris la place Stéphanie, et le bois de la Cambre sont ajoutés au territoire de la ville de Bruxelles.
Le 16 avril 1875, la ville de Bruxelles décide de nommer la place « Stéphanie ».

Dès 1862, la ville de Bruxelles réclame la construction de deux bâtiments d'angle monumentaux qui matérialiseront le début de la large avenue Louise. Remplaçant l'architecte Henri Beyaert, Henri Maquet signe en 1872-1874 les plans de ces bâtiments d'aspect symétrique qui se caractérisent par leur tour surmontée d'un dôme avec la façade du rez-de-chaussée ornée de bossages à refends et une série de pilastres et frontons aux étages. Ces deux bâtiments à l'usage de particuliers sont surhaussés d'un étage en 1925 ; celui de gauche offrant une façade plus longue à front de l'avenue Louise est démoli après l'annulation en 1977 d'un arrêté de classement, au profit d'un immeuble de bureaux (appelé Stéphanie Plaza) à la façade recouverte de pierre blanche de Bourgogne décorée de bandeaux de calcaire de Vinalmont avec des motifs en granit noir d'Afrique. La démolition de l'autre bâtiment d'angle et des immeubles dans son prolongement est accordée en 1985. L'immeuble qui le remplace (Stéphanie Square) est en grande partie symétrique à celui de gauche ; les deux emploient une tour d'angle flanquée de pans-coupés à arrondi concave.

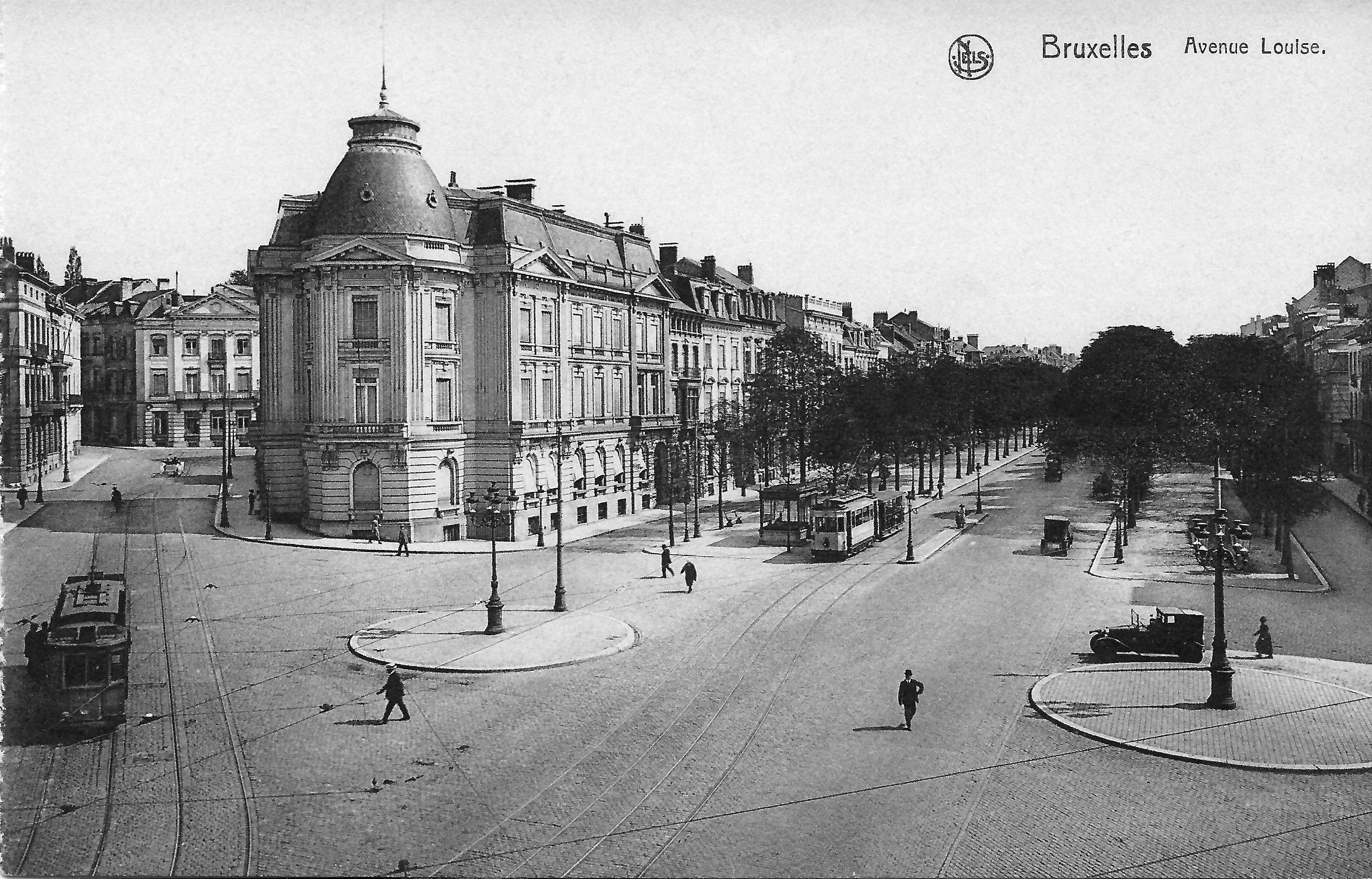
Le pavillon d'angle du côté gauche de l'avenue Louise.
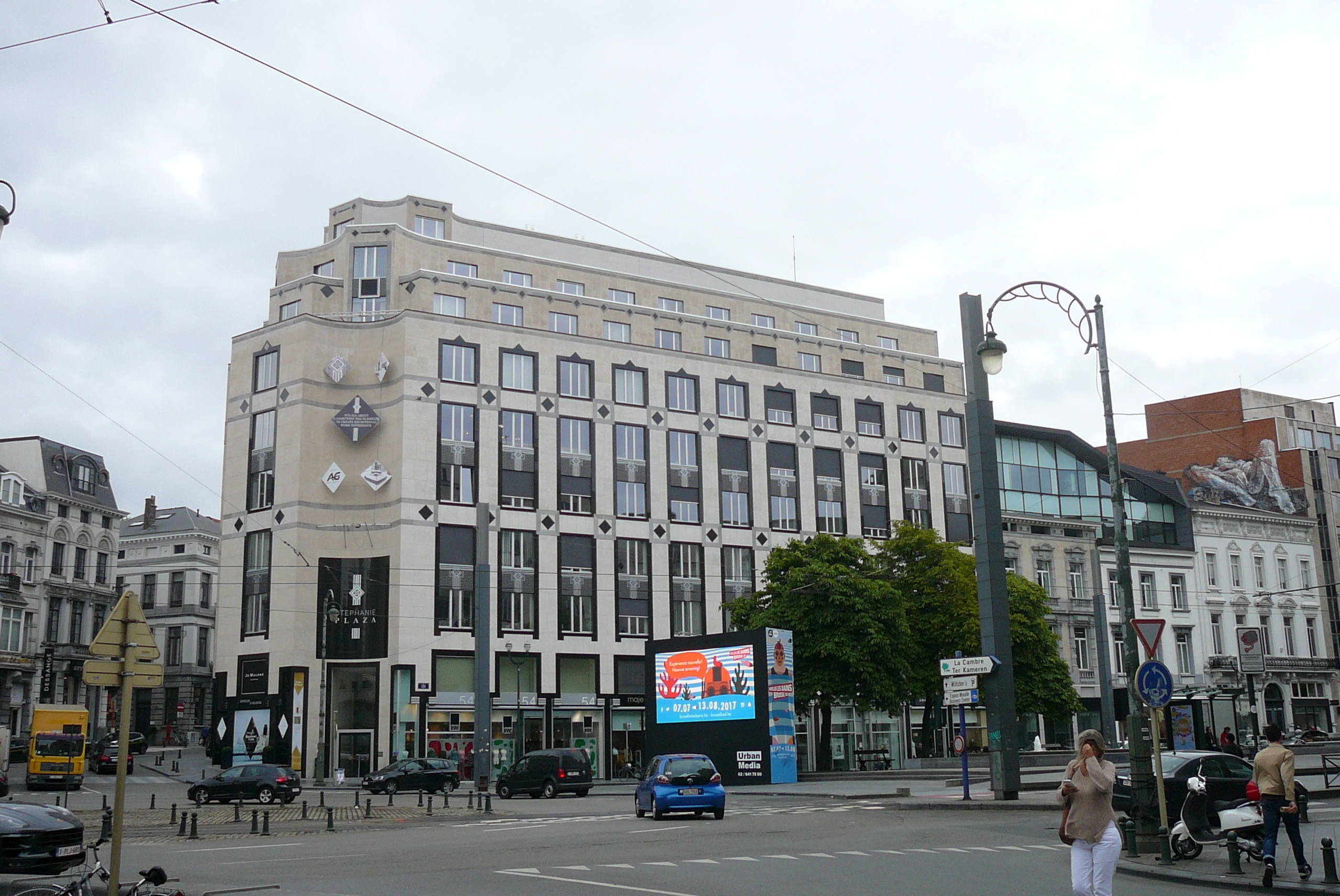
L'immeuble qui l'a remplacé.
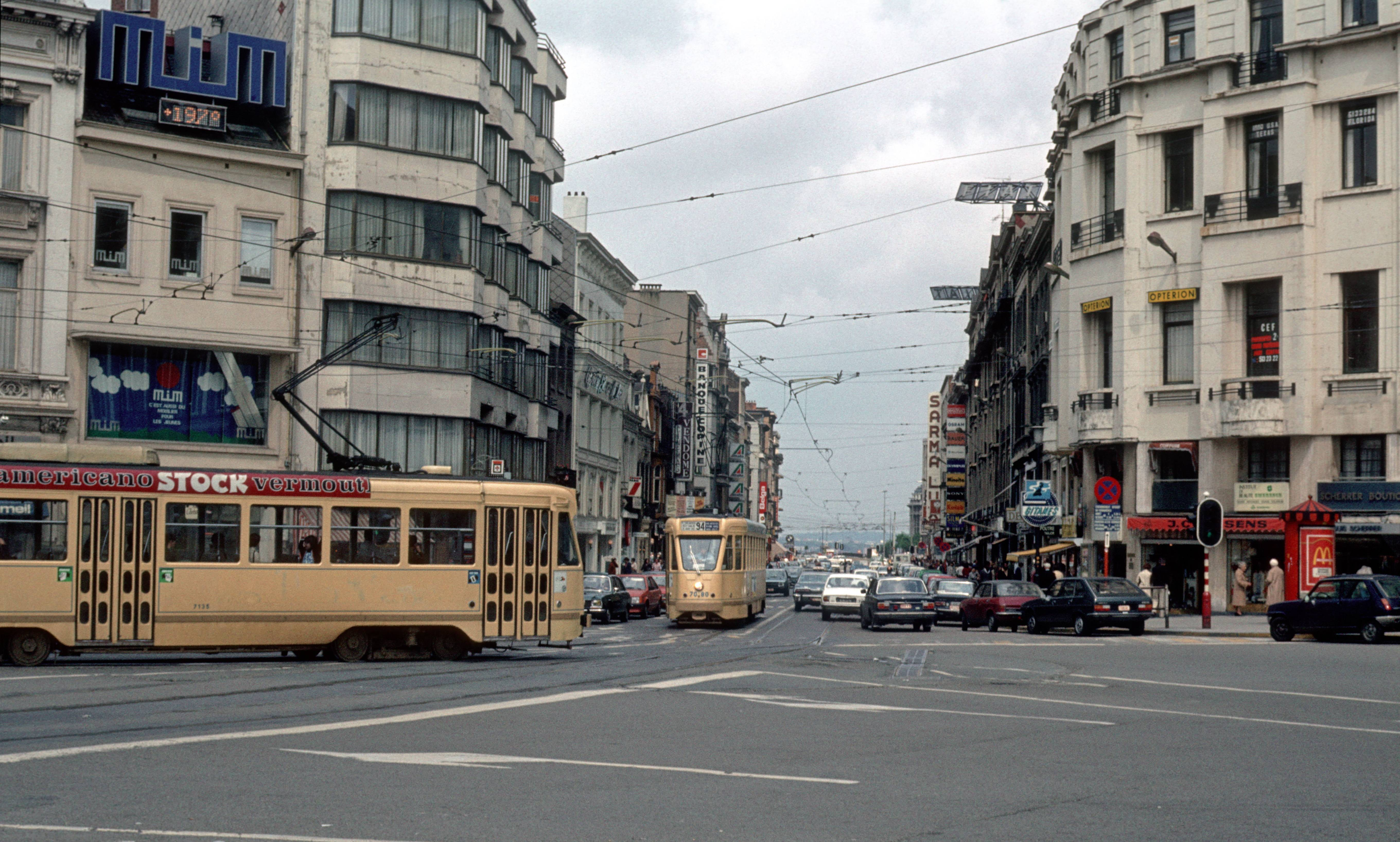
La place Stéphanie en juillet 1980.
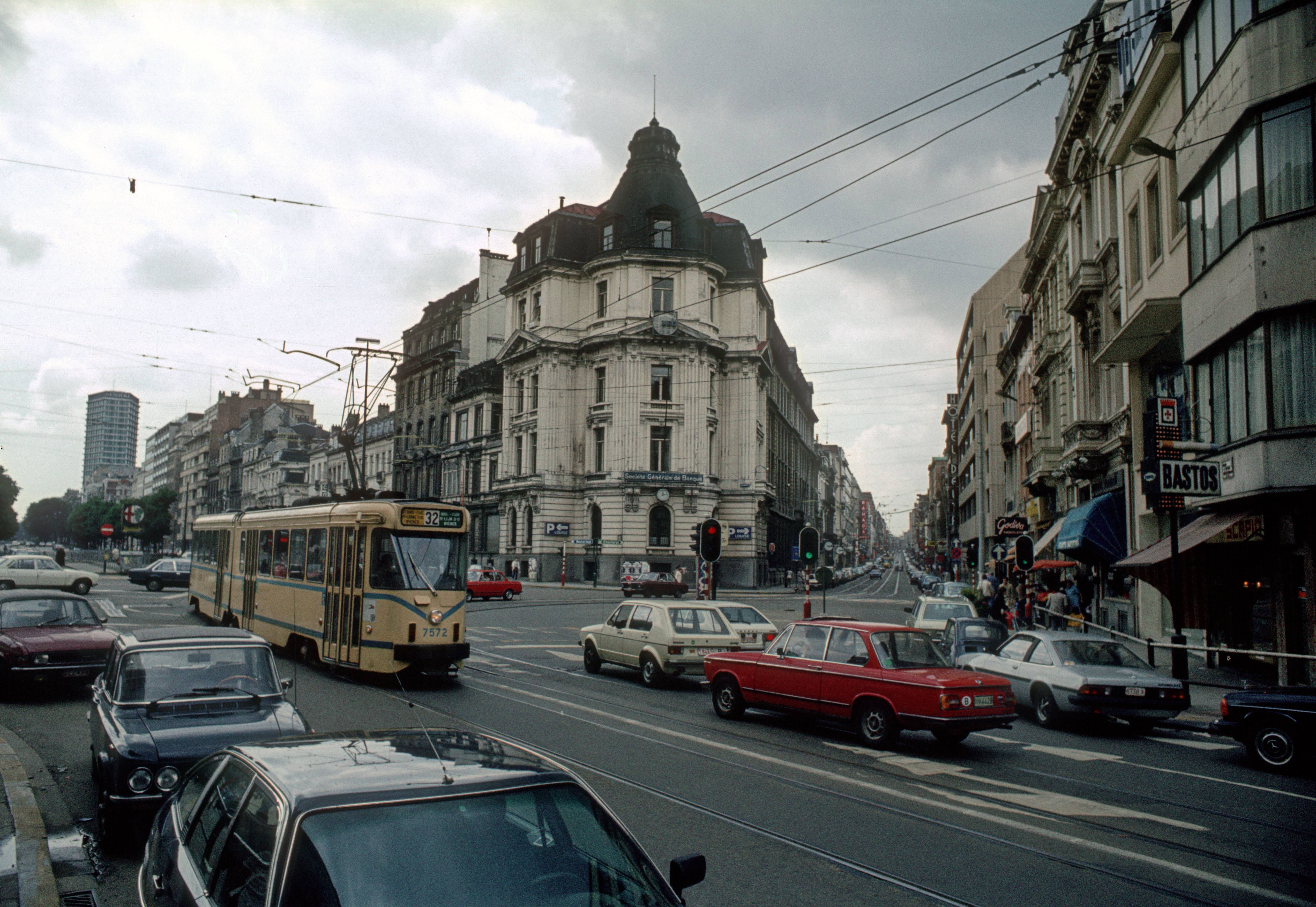
Le pavillon de droite en 1980.

## Transports
L'arrêt de tram Stéphanie est situé sur la place. Il est desservi par les lignes 8, 92, 93 et 97 du tramway de Bruxelles circulant sur l'avenue Louise et la chaussée de Charleroi.
Le Tunnel Stéphanie, construit en 1957, permet aux automobiles roulant au centre de l'avenue Louise de passer sous le goulot en direction de la place Poelaert. Complété plus tard par un échangeur sous la place Louise avec les tunnels de la petite ceinture, son entrée se situe en aval de la place Stéphanie.